# Komisja Gospodarki Morskiej i Żeglugi Śródlądowej

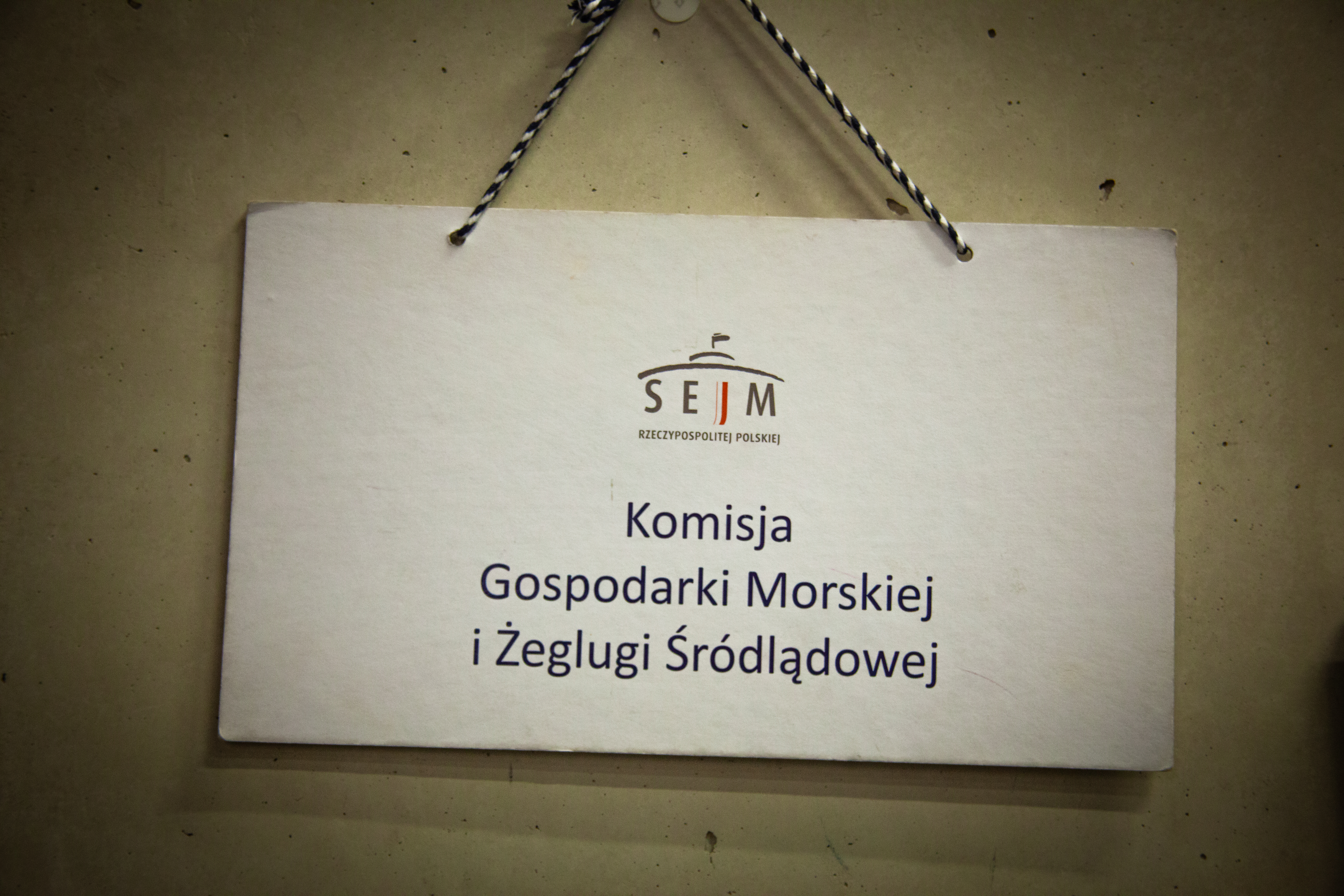
Informacja o trwającym posiedzeniu Komisji

Komisja Gospodarki Morskiej i Żeglugi Śródlądowej (skrót: GMZ) – jest stałą komisją sejmową. Do zakresu działania Komisji należą sprawy gospodarki morskiej (obszarów morskich, portów i przystani morskich, ochrony środowiska morskiego, rybołówstwa morskiego), a także sprawy żeglugi śródlądowej (dróg wodnych śródlądowych, rybactwa śródlądowego oraz gospodarki wodnej, meteorologii i hydrologii). 
W skład komisji wchodzi 16 posłów.

## Skład Komisji (Sejm RP X kadencji)

### Prezydium Komisji
- Kacper Płażyński (PiS) – przewodniczący,
- Marek Hok (KO) – zastępca przewodniczącego,
- Krzysztof Szymański (Konfederacja) – zastępca przewodniczącego,
- Jarosław Wałęsa (KO) – zastępca przewodniczącego.

### Pozostali członkowie
| Lp. | Prawo i Sprawiedliwość        | Koalicja Obywatelska | Trzecia Droga    | Nowa Lewica          |
| --- | ----------------------------- | -------------------- | ---------------- | -------------------- |
| 1   | Dorota Arciszewska-Mielewczyk | Piotr Głowski        | Bożenna Hołownia | Daria Gosek-Popiołek |
| 2   | Marek Gróbarczyk              | Stanisław Lamczyk    | Henryk Smolarz   |                      |
| 3   | Czesław Hoc                   | Artur Łącki          |                  |                      |
| 4   | Jerzy Materna                 | Rafał Siemaszko      |                  |                      |
| 5   | Artur Szałabawka              |                      |                  |                      |
| 6   | Andrzej Śliwka                |                      |                  |                      |
| 7   | Teresa Wilk                   |                      |                  |                      |

Źródło

### Podkomisje
- Podkomisja stała do spraw żeglugi śródlądowej (GMZ01S)[4]
  - przewodniczący – Piotr Głowski (KO)

## Skład Komisji (Sejm RP IX kadencji)[5]

### Prezydium komisji
- Marek Sawicki (PSL-Kukiz15) – przewodniczący
- Arkadiusz Marchewka (KO) – zastępca przewodniczącego
- Jerzy Materna (PiS) – zastępca przewodniczącego
- Artur Szałabawka (PiS) – zastępca przewodniczącego
- Jerzy Wilk (PiS) – zastępca przewodniczącego

### Pozostali członkowie
| Lp. | Prawo i Sprawiedliwość | Koalicja Obywatelska | Lewica               |
| --- | ---------------------- | -------------------- | -------------------- |
| 1   | Arkadiusz Czartoryski  | Tadeusz Aziewicz     | Daria Gosek-Popiołek |
| 2   | Czesław Hoc            | Jerzy Borowczak      | Dariusz Wieczorek    |
| 3   | Ewa Szymańska          | Artur Łącki          |                      |
| 4   | Kacper Płażyński       | Urszula Zielińska    |                      |
| 5   | Krzysztof Janusz Kozik |                      |                      |
| 6   | Magdalena Sroka        |                      |                      |
| 7   |                        |                      |                      |
| 8   |                        |                      |                      |